# Bất tỉnh
Bất tỉnh là trạng thái mà một người không thể nhận biết môi trường xung quanh hoặc phản ứng với kích thích từ môi trường hoặc con người. Bất tỉnh có nhiều nguyên nhân như chấn thương não, thiếu oxy não, thuốc gây mê hoặc các nguyên nhân khác. Đây không nên bị lẫn lộn với tiềm thức tâm lý hoặc các trạng thái nhận thức biến đổi khác như ngủ, thôi miên, hoặc trải nghiệm thuốc gây thay đổi tâm trạng.
Ở nhiều quốc gia, người ta coi rằng người không hoàn toàn tỉnh táo không thể đưa ra sự đồng ý cho bất cứ điều gì. Điều này có thể liên quan đến các trường hợp xâm hại tình dục, giết người nhân đạo hoặc khi bệnh nhân đưa ra sự đồng ý đã được thông tin trước khi bắt đầu hoặc ngừng điều trị y học.